# Régis Fauchoit
 (mai 2025).
Si vous disposez d'ouvrages ou d'articles de référence ou si vous connaissez des sites web de qualité traitant du thème abordé ici, merci de compléter l'article en donnant les références utiles à sa vérifiabilité et en les liant à la section « Notes et références ».
Régis Fauchoit, né le 25 juillet 1946 à Dunkerque (Nord), est un homme politique français.

## Biographie
Le 28 mars 1993, il devient député du Nord en battant au second tour Michel Delebarre ministre d'État et maire de Dunkerque.

## Détail des fonctions et des mandats
Mandat parlementaire
- 28 mars 1993 - 21 avril 1997 : Député de la 12e circonscription du Nord

Mandats locaux
- 17 mars 1985 - 22 mars 1998 : Conseiller général du Canton de Gravelines ;
- 1976 - 21 mars 1985 : Maire de Loon-Plage ;
- 24 juin 1983 - 23 septembre 1985 : Conseiller communautaire de Dunkerque Grand Littoral.